# Georg Maier
Pour les articles homonymes, voir Maier.
Georg Maier (Grünwald, 27 septembre 1941 - Munich, 1er janvier 2021) est un homme de théâtre allemand.